# دالة موبيوس
دالة موبيوس (بالإنجليزية: Möbius function)‏ الكلاسيكية هي دالة جداءية مهمة في نظرية الأعداد وفي التوافقيات. سُميت هذه الدالة هكذا نسبة لعالم الرياضيات الألماني أوغست فيرديناند موبيوس.أنشأها موبيوس عام 1832.

## تعريف
تعرف دالة موبيوس (μ(n لجميع الأعداد الصحيحة الطبيعية n و تأخذ قيمة تنتمي إلى المجموعة {1، 0، 1-}, بدلالة تعميل n إلى جداء أعداد أولية و تعرف كما يلي :
- μ(n) = 1 : إ ذا لم يحتو n على أي مربع لعدد أولي ما أثناء تفكيكه لجداء أعداد أولية و كان عدد هؤلاء الأعداد زوجيا.
- μ(n) = -1 : إ ذا لم يحتو n على أي مربع لعدد أولي ما أثناء تفكيكه لجداء أعداد أولية و كان عدد هؤلاء الأعداد فرديا.
- μ(n) = 0 : إ ذا احتوى n على مربع لعدد أولي ما أثناء تفكيكه لجداء أعداد أولية, أو بتعبير آخر، إذا قبل n القسمة على مربع عدد أولي ما.

يبين الشكل التالي قيمة دالة موبيوس للأعداد الأصغر أو تساوي خمسين :

## خصائص وتطبيقات

### خصائص
دالة موبيوس هي دالة جداءية. أي أن (μ(ab) = μ(a) μ(b كلما كان العددان a و b أوليين فيما بينهما.
{\displaystyle \sum _{d|n}\mu (d)={\begin{cases}1&{\mbox{ if }}n=1\\0&{\mbox{ if }}n>1.\end{cases}}}
انظر إلى صيغة القلب لموبيوس.

### دالة ميرتنز
النظر إلى هاته الدالة يؤدي حتما إلى النظر إلى دالة ميرتنز المعرفة كما يلي:
{\displaystyle M(n)=\sum _{k=1}^{n}\mu (k)}

## المتسلسلات الرياضية
متسلسلة دركليه التي تولد دالة موبيوس هي المقلوب الجدائي لدالة زيتا لريمان. إذا كان s عددا مركبا جزؤه الحقيقي أكبر قطعا من الواحد، فإن:
{\displaystyle \sum _{n=1}^{\infty }{\frac {\mu (n)}{n^{s}}}={\frac {1}{\zeta (s)}}.}
يظهر هذا جليا من خلال جداء أويلر.
{\displaystyle {\frac {1}{\zeta (s)}}=\prod _{p\in \mathbb {P} }{\left(1-{\frac {1}{p^{s}}}\right)}=\left(1-{\frac {1}{2^{s}}}\right)\left(1-{\frac {1}{3^{s}}}\right)\left(1-{\frac {1}{5^{s}}}\right)\cdots .}